# Uma Luz na Escuridão
Shining Through (br/pt: Uma Luz na Escuridão) é um filme estadunidense de 1992, do gênero drama, dirigido por David Seltzer.
Baseado no Best Seller de Susan Isaacs, "Uma Luz na Escuridão"

## Sinopse
Segunda Guerra Mundial. Em Nova York, secretária é transformada da noite para o dia numa agente secreta americana.

## Premiações
Recebeu a Framboesa de Ouro de pior filme, e pior atriz para Melanie Griffith e David Seltzer para pior diretor. Também foi indicado Michael Douglas como pior ator e Seltzer na categoria de pior roteiro.